# Sidymella benhami
Sidymella benhami es una especie de araña del género Sidymella, familia Thomisidae.

## Distribución
Esta especie se encuentra en Nueva Zelanda.

## Taxonomía
Fue descrita por Hogg en 1910.
Tratamiento taxonómico
La especie aparece registrada y publicada en Some New Zealand and Tasmanian Arachnidae. Transactions of the New Zealand Institute 42(1909): 273–283.